# Thérèse Renaut
Thérèse Renaut , född (uppgift saknas), död (uppgift saknas), var en fransk friidrottare med löpgrenar som huvudgren. Renaut var en pionjär inom damidrotten, hon deltog i flera franska mästerskap och landskamper och blev medaljör vid den andra Damolympiaden 1922.

## Biografi
Thérèse Renaut föddes i Frankrike. I ungdomstiden blev hon intresserad av friidrott och gick med i idrottsföreningen "Sportives Paris" i Paris, senare tävlade hon även för "En Avant" i Paris. Hon specialiserade sig på kortdistanslöpning 60–800 meter och stafettlöpning men tävlade även i femkamp.
1920 deltog Renaut i sina första franska mästerskapen (Championnats de France d'Athlétisme – CFA) då hon tog bronsmedalj i löpning 300 meter vid tävlingar 11 juli på Stade Elizabeth i Paris. 
1921 deltog hon vid Damolympiaden 1921 24–31 mars i Monte Carlo, hon tävlade stafettlöpning 4 x 200 meter där hon slutade på en fjärdeplats (med Andrée Paturaud, Alice Gisclard, Thérèse Renaut som tredje löpare och Hélène Rillac). Hon tävlade även i löpning 250 m men blev utslagen under kvaltävlingarna. Hon tävlade även vid de franska mästerskapen 3 juli på Stade Pershing i Paris där hon slutade på en fjärdeplats i löpning 300 meter.
Senare samma år deltog Renaut i sin första landskamp 30 oktober i Paris med Storbritannien. Hon tävlade i löpning 300 meter där hon slutade på bronsplats.
1922 deltog Renaut vid de andra Monte Carlospelen 15–23 april där hon tog bronsmedalj i stafettlöpning 4 x 175 m (i laget Fédération des Sociétés Françaises de Sport Féminin FSFSF med Cécile Maugars, Germaine Darreau, Thérèse Brulé och Thérèse Renaut som fjärde löpare). Hon tävlade även i löpning 250 meter och 800 meter och femkamp (då löpning 60 m och 300 m, spjutkastning, höjdhopp och kulstötning) men blev utslagen under kvaltävlingarna.
Senare samma år deltog Renaut i en landskamp 21 maj i Paris med Tjeckoslovakien. Hon tävlade i stafettlöpning 4 x100 meter där hon slutade på silverplats.
1923 deltog Renaut vid de franska mästerskapen 15 juli på Stade Elite Piste i Bourges där hon slutade på en fjärdeplats i löpning 250 meter.
Senare drog Renaut sig tillbaka från tävlingslivet.